# Ley de Kirchhoff de la radiación térmica

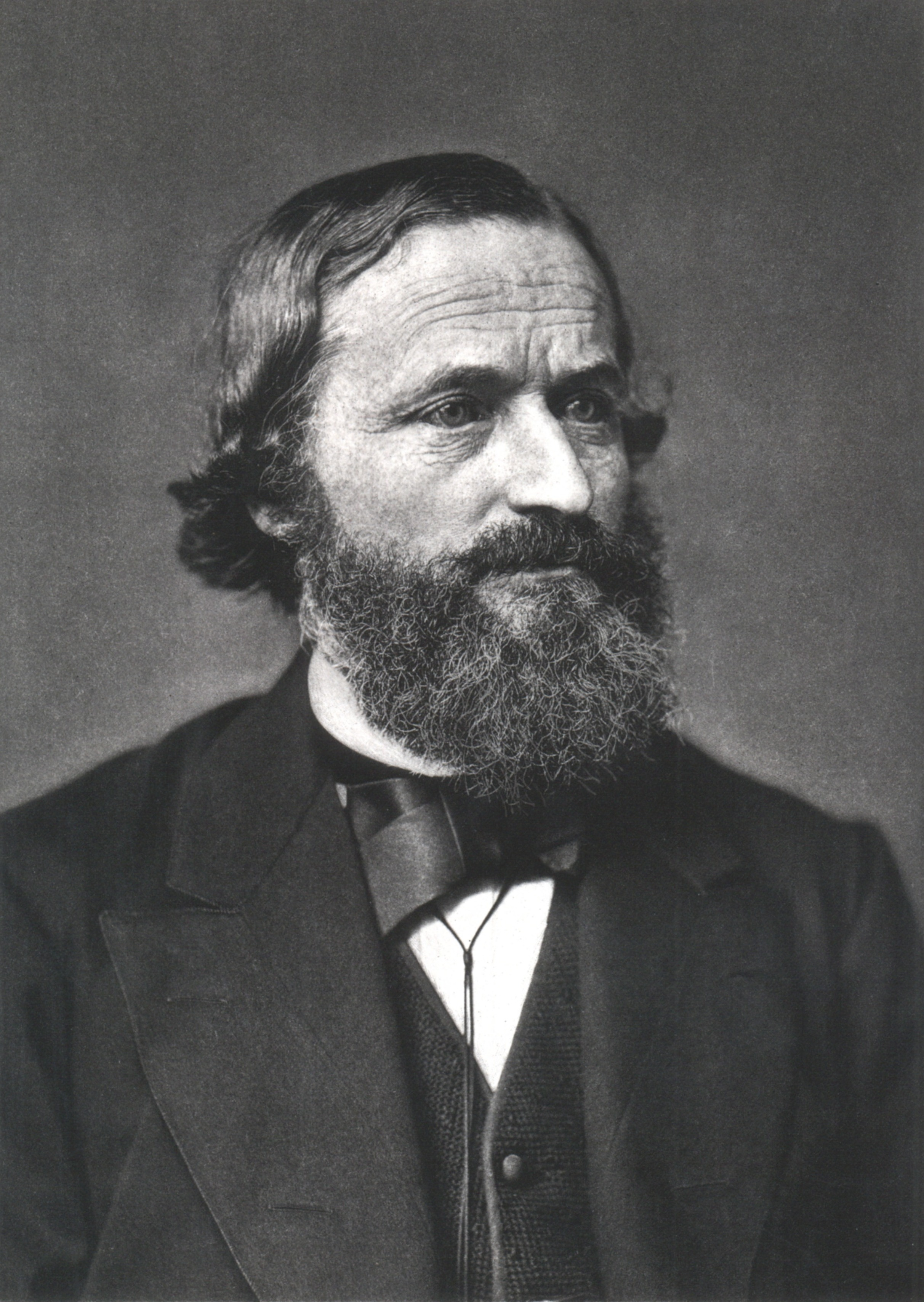
Gustav Robert Kirchhoff.

En termodinámica, la ley de Kirchhoff de la radiación térmica es un teorema de carácter general que equipara la emisión y absorción en objetos calientes, propuesto por Gustav Kirchhoff en 1859, a raíz de las consideraciones generales de equilibrio termodinámico.
La ley de Kirchhoff establece que 
{\displaystyle \epsilon _{\nu }=S_{\nu }\kappa _{\nu },}
donde {\displaystyle \epsilon _{\nu }} es la emisividad, {\displaystyle \kappa _{\nu }} es la opacidad y {\displaystyle S_{\nu }} es la función fuente para una frecuencia {\displaystyle \nu }. 
Si un cuerpo (o superficie) está en equilibrio termodinámico con su entorno entonces su emisividad es igual a su absortancia y la función fuente en este caso es la Ecuación de Planck.
La ley de Kirchhoff se puede interpretar de la siguiente manera un buen emisor es un buen absorbedor y viceversa un mal emisor es un mal absorbedor para una frecuencia o longitud de onda dada. Por ejemplo, en el visible un vidrio es un mal absorbedor (es transparente) y por consiguiente es un mal emisor (no genera luz visible). 
Para el caso de la emisión térmica, la ley de Kirchhoff restringe que la máxima emisión que puede generar un cuerpo esta limitada por la ecuación de Planck. En el caso de que un cuerpo sobrepase este límite entonces podemos afirmar que el origen de la radiación es no térmica, es decir, es producida por un fenómeno coherente (como en el caso de un rayo láser).